# Raffaele Mastrantuono
Raffaele Mastrantuono (Napoli, 2 luglio 1943) è un politico italiano.

## Biografia
Laureato in giurisprudenza, è stato sindaco del comune di Villaricca (NA) dal 1975 al febbraio 1985 e dal 1990 al marzo 1993.
Venne eletto deputato con il Partito Socialista Italiano nel 1987 e nel 1992.
È condannato a due anni e 10 mesi di reclusione nell’ambito del processo delle tangenti per la privatizzazione del servizio di Nettezza Urbana a Napoli.
Il 9 luglio 2015 gli è stato revocato il vitalizio, insieme ad altri nove ex deputati e otto ex senatori.